# فالي فيو (كنتاكي)
فالي فيو (بالإنجليزية: Valley View, Kentucky)‏ هي منطقة سكنية تقع في الولايات المتحدة في مقاطعة ماديسون، كنتاكي.  يقدر عدد سكانها   وترتفع عن سطح البحر 175.87 متر.